# 根抵当権の処分の登記
根抵当権の処分の登記（ねていとうけんのしょぶんのとうき）は日本における登記の態様の1つで、根抵当権につき根抵当権の処分（b:民法第398条の11が準用する376条）・譲渡（b:民法第398条の12第1項、以下本稿では分割譲渡及び一部譲渡と区別するため「全部譲渡」という）・分割譲渡（民法第398条の12第2項）・一部譲渡（b:民法第398条の13）・共有者の権利移転（b:民法第398条の14第2項）があった場合にする登記である。本稿では不動産登記における根抵当権の処分の登記について説明する。根抵当権の処分があった場合、原則として当該処分を第三者に対抗するためには登記が必要となる（b:民法第177条）。
なお、根抵当権につき順位の変更（b:民法第374条）があった場合の登記については順位変更登記を参照。

## 略語ついて
説明の便宜上、次の通り略語を用いる。
法
不動産登記法（平成16年6月18日法律第123号）
令
不動産登記令（平成16年12月1日政令第379号）
規則
不動産登記規則（平成17年2月18日法務省令第18号）
記録例
不動産登記記録例（2009年（平成21年）2月20日民二500号通達）

## 根抵当権に特有の事項

### 概要
全部譲渡・分割譲渡・一部譲渡・共有者の権利譲渡は元本確定前にしかすることができない。また、共同根抵当権につきこれらの処分をする場合、すべての不動産について登記をしないと効力が生じない（b:民法第398条の17第1項）。
なお、根抵当権の準共有者がその準共有する権利を一部譲渡又は分割譲渡することはできない（1971年（昭和46年）10月4日民甲3230号通達第12-2）。また、数人に全部譲渡することもできない（登記研究432-127頁）。
以下順に説明する。

### 全部譲渡
全部譲渡により譲渡された根抵当権は譲受人の単有となる。これは債権の一部譲渡ではないので、登記申請情報に「譲渡額」を記載する必要はない。
全部譲渡をするには、根抵当権設定者の承諾が必要である（b:民法第398条の12第1項）が、根抵当権を目的とする権利を有する者の承諾は不要である。

### 分割譲渡
分割譲渡とは、根抵当権を2つの独立した根抵当権に分割し、一方につき全部譲渡と同じ効果をもたらすことである。従って、A・B準共有の根抵当権をAがBのために分割譲渡した場合、A・B準共有の根抵当権とB単有の根抵当権に分割される（1971年（昭和46年）12月27日民三960号依命通知第8参照）。
分割譲渡をするには、根抵当権設定者の承諾が必要である（民法第398条の12第2項・1項前段）。根抵当権を目的とする権利を有する者の承諾も必要である（民法第398条の12第3項）。当該権利は譲り渡した根抵当権について消滅する（民法第398条の12第2項後段）からである。
分割譲渡の場合、登記申請情報に以下の事項を記載しなければならない（令別表60項申請情報・規則169条1項）。
- 根抵当権設定登記の申請の受付年月日及び受付番号並びに登記原因及びその日付
- 分割前の根抵当権の債務者の氏名又は名称及び住所並びに担保すべき債権の範囲
- 分割後の各根抵当権の極度額
- 分割前の根抵当権についてb:民法第370条ただし書の別段の定め又は元本の確定期日の定めがあるときはその定め
- 分割前の根抵当権に関する共同担保目録があるときは共同担保目録に付される記号及び目録番号

### 一部譲渡
一部譲渡により、根抵当権は譲渡人と譲受人の準共有となる。これは債権の一部譲渡ではないので、登記申請情報に「譲渡額」を記載する必要はない。
一部譲渡をするには、根抵当権設定者の承諾が必要である（b:民法第398条の13）が、根抵当権を目的とする権利を有する者の承諾は不要である。

### 共有者の権利移転
共有者の権利移転とは、根抵当権の準共有者がその準共有する権利を全部譲渡することである。放棄をしても同じ結果となる。これは債権の一部譲渡ではないので、登記申請情報に「譲渡額」を記載する必要はない。
「譲渡」をする場合には根抵当権設定者の承諾（b:民法第398条の14第2項・398条の12第1項）及び他の準共有者の同意が必要である（民法398条の14第2項）。一方、「放棄」は単独行為であるから、承諾・同意は不要である。

### 登記申請情報（一部）
登記の目的（令3条5号）の記載の例は以下のとおりである。
- 全部譲渡の場合、「1番根抵当権移転」（記録例491）
- 分割譲渡の場合、「1番根抵当権分割譲渡」（記録例492）
- 一部譲渡の場合、「1番根抵当権一部移転」（記録例494）
- 共有者の権利移転の場合、「1番根抵当権共有者Aの権利移転」（記録例496）

登記原因及びその日付（令3条6号） の記載の例は以下のとおりである。
- 全部譲渡の場合、「平成何年何月何日譲渡」（記録例491）
- 分割譲渡の場合、「平成何年何月何日分割譲渡」（記録例492）
- 一部譲渡の場合、「平成何年何月何日一部譲渡」（記録例494）
- 共有者の権利移転の場合、「平成何年何月何日譲渡」（記録例496）又は「平成何年何月何日放棄」

原因の日付は原則として契約成立日又は準共有者の権利を放棄したであるが、契約成立後に設定者の承諾・他の準共有者の同意（共有者の権利の譲渡の場合のみ）が得られた場合、承諾・譲渡の日である（1971年（昭和46年）12月24日民甲3630号通達28参照）。
登記申請人（令3条1号）は、譲渡又は放棄により根抵当権を取得する者を登記権利者とし、失う者を登記義務者として記載する。なお、法人が申請人となる場合、以下の事項も記載しなければならない。
- 原則として申請人たる法人の代表者の氏名（令3条2号）
- 支配人が申請をするときは支配人の氏名（一発即答14頁）
- 持分会社が申請人となる場合で当該会社の代表者が法人であるときは、当該法人の商号又は名称及びその職務を行うべき者の氏名（2006年（平成18年）3月29日民二755号通達4）。

添付情報（規則34条1項6号、一部）は、登記原因証明情報（法61条・令7条1項5号ロ）及び登記義務者の登記識別情報（法22条本文）又は登記済証である。法人が申請人となる場合は更に代表者資格証明情報（令7条1項1号）も原則として添付しなければならない。免税に関する証明書については登録免許税の箇所で述べる。
一方、書面申請の場合であっても、登記義務者の印鑑証明書の添付は原則として不要である（令16条2項・規則48条1項5号、令18条2項・規則49条2項4号及び48条1項5号）が、登記義務者が登記識別情報を提供できない場合には添付しなければならない（規則47条3号ハ参照）。
いずれの登記の場合も根抵当権の目的たる権利の登記名義人の承諾が必要であり（登記研究450-125頁参照）、承諾証明情報が添付情報となる（令7条5号ハ）。この承諾証明情報が書面（承諾書）である場合には、原則として作成者が記名押印し、当該押印に係る印鑑証明書を承諾書の一部として添付しなければならない（不動産登記令19条）。この印鑑証明書は当該承諾書の一部であるので、添付情報欄に「印鑑証明書」と格別に記載する必要はなく、作成後3か月以内のものでなければならないという制限はない。
分割譲渡の場合、当該根抵当権を目的とする権利を有する第三者が存在するときにはその承諾が必要であり（b:民法第398の12第3項）、承諾証明情報が添付情報となる（令7条5号ハ）。また、共有者の権利の譲渡の場合、他の準共有者の同意が必要であり（b:民法第398条の14第2項）、同意を証する情報が添付情報となる（令7条5号ハ）。これらの承諾証明情報又は同意を証する情報に関する記名押印及び印鑑証明書については、根抵当権の目的たる権利の登記名義人の承諾証明情報の場合と同様である。
登録免許税（規則189条1項前段）は、以下のとおりである。なお、端数処理など算出方法の通則については不動産登記#登録免許税を参照。
- 全部譲渡の場合、極度金額の1,000分の2（登録免許税法別表第1-1(6)ロ）
- 分割譲渡の場合、分割譲渡された新たな根抵当権の極度金額の1,000分の2（同法別表第1-1(6)ロ、同法10条3項・2項参照）
- 一部譲渡のときで譲受人が1人の場合、極度金額を譲渡後の共有者の数で除して計算した金額の1,000分の2（同法別表第1-1(7)）
- 一部譲渡のときで譲受人が複数の場合、極度金額を譲渡後の共有者の数で除し、譲受人の数を乗じて計算した金額の1,000分の2（登記研究533-157頁）
- 共有者の権利移転の場合、極度金額を譲渡前の共有者の数で除して計算した金額の1,000分の2（1971年（昭和46年）10月4日民甲3230号通達第18-1）

共同担保にある数個の根抵当権について当該譲渡等の登記を行う場合、登録免許税法13条2項の減税規定が準用される（不動産登記令別表58項添付情報ロ参照）。よって、譲渡等の登記が最初の申請以外の場合で、前の申請と今回の申請に係る登記所の管轄が異なる場合、登記証明書（登録免許税法施行規則11条、具体的には登記事項証明書である）を添付すれば（管轄が同じなら添付しなくても）、当該変更登記に係る抵当権の件数1件につき1,500円となる（登録免許税法13条2項）。この場合、登記申請情報に減税の根拠となる条文を「登録免許税 金1,500円（登録免許税法第13条第2項）」のように記載しなければならない（規則189条3項）。

### 登記の実行
全部譲渡・一部譲渡・共有者の権利の移転の登記は付記登記で実行される（規則3条5号）。分割譲渡の登記で根抵当権の目的たる権利が所有権以外の権利である場合も同様である（規則165条1項かっこ書）。分割譲渡の登記で根抵当権の目的たる権利が所有権である場合には主登記で実行される（規則165条1項）。
登記官は、分割譲渡の登記について順位番号を記録するときは、分割前の根抵当権の登記の順位番号を用いなければならない（規則165条2項）。この場合、当該順位番号及び分割前の根抵当権の登記の順位番号に、それぞれ当該登記を識別するための符号（具体的には、（あ）や（い）など）を付さなければならない（規則165条3項・147条2項）
登記官は、分割譲渡の登記をしたときは、職権で分割前の根抵当権について極度額の減額による変更の登記をし、これに根抵当権を分割譲渡することにより登記する旨及び登記の年月日を記録しなければならない（規則165条4項）。

## 普通抵当権と共通の事項
元本確定前においては、根抵当権の転（根）抵当をすることができる（b:民法第398条の11第1項ただし書）。また、根抵当権の被担保債権の（根）質入もすることができるとされている（書式解説-831頁参照）。
元本確定後は上記に加えて、根抵当権の譲渡・放棄及び根抵当権の順位の譲渡・放棄をすることができる（民法第398条の11第1項本文）。
これらの登記の手続きについては、抵当権の処分の登記を参照。ただし、根抵当権の転（根）抵当及び根抵当権の譲渡・放棄並びに被担保債権の（根）質入の場合、登記申請情報に受益債権又は質入債権を特定して記載しなければならない（書式解説-833頁）。